# Canto responsorial
Canto responsarial é um tipo de canto coletivo onde uma voz (muitas vezes, um solista) "chama" a resposta das outras vozes. Ou seja, uma voz entra com o tema inicial e é seguida pouco tempo depois por uma resposta das outras vozes, geralmente em imitação variada. É comum chamar-se a isso de um jogo musical de "perguntas e respostas".

## Influência judaico-cristã
Na sua acepção litúrgica, considera-se que o canto responsorial tenha origem na tradição sinagogal judia e que seja a forma mais antiga de canto da Igreja Católica. Nestes casos, trata-se geralmente de um salmo, cuja parte principal é cantada por um solista ou por um coro, seguida após cada versículo ou grupo de versículos por uma resposta iterativa da assembleia.
Na tradição cristã, há registro de que no século Iv tenha surgido um novo gênero de canto, chamado antifonal, no Oriente. No Catolicismo, o canto responsorial surge ligado ao canto gregoriano, mas sua influência musical estendeu-se a outras manifestações do canto coral como cantatas e oratórios da música de concerto do período barroco e posteriores. Mais tarde passou a ser utilizado em óperas e em diversos estilos da música de concerto dos séculos XX e XXI.

## Influência africana
O canto em estilo responsorial é muito comum em culturas africanas onde os grupos vocais possuem tradicionalmente um líder. Nestes casos, a estrutura responsorial é extremamente variada e o líder, ou cantor principal, tem uma função primordial na condução do discurso musical, conduzindo inclusive a interpretação do grupo. Não fica muito clara a distinção entre a denominação responsorial ou antifonal para este tipo de manifestação musical, provavelmente pelo fato de que as classificações da teoria musical ocidental baseiem-se mais nos modelos advindos da cultura centro-europeia.
A influência deste tipo de canto coletivo africano é clara na música soul norte-americana, onde o jogo de "perguntas e respostas" entre o cantor solista e o coro fica evidente. Esta influência estendeu-se também à música das igrejas cristãs reformadas na América do Norte e a partir daí para a música de diversas denominações de igrejas cristãs da atualidade (em estilos da chamada "música gospel").
No Brasil, existe a denominação etnográfica "vissungo" para o canto responsorial praticado por escravos de origem africana que trabalhavam nas lavras de diamantes e ouro do estado de Minas Gerais. Essa música era entoada raramente em português, prevalecendo o uso de línguas africanas de origem angolana.